# شهرداری چوچر-ساندوو
شهرداری چوچر-ساندوو (به لاتین: Čučer-Sandevo Municipality) یک منطقهٔ مسکونی در مقدونیه شمالی است که در مقدونیه شمالی واقع شده‌است. شهرداری چوچر-ساندوو ۲۴۰٫۷۸ کیلومتر مربع مساحت و ۸٬۴۹۳ نفر جمعیت دارد.